# Józef Pińkowski
Józef Pińkowski (17. dubna 1929 Siedlce - 8. listopadu 2000 Varšava) byl polský komunistický politik. Byl předsedou Rady ministrů (premiérem) od 5. září 1980 do 11. února 1981, od 24. srpna do 5. září místopředsedou vlády. V letech 1974–1980 byl tajemníkem Ústředního výboru Polské sjednocené dělnické strany, v letech 1980–1981 člen jeho politbyra.

## Život
Narodil se v dělnické rodině. Vystudoval Ekonomickou univerzitu v Poznani a Hlavní školu plánování a statistiky ve Varšavě. Na poznaňské ekonomické univerzitě pracoval nějaký čas jako asistent. V roce 1951 vstoupil do Polské sjednocené dělnické strany. V letech 1952 až 1956 byl kapitánem Polské lidové armády. Poté pracoval jako ředitel odboru ministerstva nákupu zemědělských produktů, v letech 1956 až 1958 pak jako hlavní inspektor obilí na ministerstvu zemědělství. V letech 1958–1960 byl tajemníkem Vědecké a hospodářské rady Zemské národní rady ve Varšavě, v letech 1960–1965 místopředsedou prezidia Zemské národní rady a od roku 1965 do října 1971 jejím předsedou. Odtud přešel do funkce prvního místopředsedy Plánovací komise při Radě ministrů, kterou zastával do února 1974. V letech 1965–1971 zasedal ve vedení varšavského zemského výboru strany. Od prosince 1971 do července 1981 byl členem ústředního výboru Polské sjednocené dělnické strany, od února 1974 do srpna 1980 tajemníkem ústředního výboru a od srpna 1980 do dubna 1981 člen politbyra. V roce 1980 převzal úřad místopředsedy Rady ministrů, úřadujícího předsedy Rady ministrů a poté se 5. září stal předsedou vlády místo Edwarda Babiucha. Jeho politická kariéra skončila s nástupem Jaruzelského režimu.